# Alena Bierasniewa
Alena Piatrouna Bierasniewa (biał. Алена Пятроўна Бераснева, ros. Елена Петровна Береснева, Jelena Pietrowna Bieriesniewa; ur. 4 czerwca 1962 w Bobrujsku) – białoruska dziennikarka i polityk, główna redaktor gazety „Hrodzienskaja Prauda”, w latach 2012–2016 deputowana do Izby Reprezentantów Zgromadzenia Narodowego Republiki Białorusi V kadencji.

## Życiorys
Urodziła się 4 czerwca 1962 roku w Bobrujsku, w obwodzie mohylewskim Białoruskiej SRR, ZSRR. Ukończyła Białoruski Uniwersytet Państwowy im. Lenina, uzyskując wykształcenie dziennikarki. Pracowała jako korespondentka rejonowej gazety „Budaunik Kamunizmu” w Lachowiczach, korespondentka, sekretarz odpowiedzialna redakcji baranowickiej gazety „Znamia Kommunizma”, sekretarz odpowiedzialna redakcji baranowickiej gazety „Nasz Kraj”, redaktor działu programów informacyjnych studia telewizji, redaktor grupy twórczej, pełniąca obowiązki kierownika grupy „Wieczernij Grodno” Grodzieńskiego Zjednoczenia Radiowo-Telewizyjnego, publicystka gazety „Wieczernij Grodno”, korespondentka własna gazety „Respublika” na obwód grodzieński, główna redaktor redakcji gazety „Hrodzienskaja Prauda”. Była deputowaną do Grodzieńskiej Obwodowej Rady Deputowanych XXV i XXVI kadencji. Pełni funkcję przewodniczącej oddziału Białoruskiego Związku Dziennikarzy na obwód grodzienski.
18 października 2012 roku została deputowaną do Izby Reprezentantów Zgromadzenia Narodowego Republiki Białorusi V kadencji z Grodzieńskiego-Zaniemeńskiego Okręgu Wyborczego Nr 49. Pełniła w niej funkcję członkini Stałej Komisji ds. Budownictwa Państwowego, Samorządu Lokalnego i Przepisów. Jej kadencja w Izbie Reprezentantów zakończyła się 11 października 2016 roku.

## Odznaczenia
- Gramota Pochwalna Zgromadzenia Narodowego Republiki Białorusi;
- Odznaka „Wybitny pracownik druku Białorusi”;
- Medal Świętej Eufrozyny Połockiej[1].

## Życie prywatne
Alena Bierasniewa jest mężatką, ma córkę.